# Дания на летних Олимпийских играх 2024

## Медали
| Медаль  | Спортсмен(ы) | Вид спорта                  | Дисциплина                    | Дата       |
| ------- | --- | --------------------------- | ----------------------------- | ---------- |
| Золото  | Виктор Аксельсен | Бадминтон                   | Одиночный разряд              | 5 августа  |
| Золото  | Никлас Ландин Никлас Киркелёкке Магнус Ландин Эмиль Якобсен Расмус Лауге Эмиль Нильсен Магнус Саугструп Ханс Линдберг Матиас Гидсель Хенрик Мёльгор Миккель Хансен Лукас Йёргенсен Лассе Андерссон Симон Хальд Томас Соммер Арнольдсен Симон Питлик | Гандбол                     | Мужской турнир                | 11 августа |
| Серебро | Даниэль Бахманн Андерсен Нанна Мерральд Расмуссен Катрин Лаудруп-Дюфур | Конный спорт                | Командная выездка             | 3 августа  |
| Серебро | Анне-Мари Риндом | Парусный спорт              | ILCA 6                        | 7 августа  |
| Бронза  | Турпал-Али Бисултанов | Борьба греко-римская        | До 87 кг                      | 8 августа  |
| Бронза  | Эди Хрнич | Тхэквондо                   | До 80 кг                      | 9 августа  |
| Бронза  | Эмма Йёргенсен | Гребля на байдарках и каноэ | Байдарки-одиночки, 500 метров | 10 августа |
| Бронза  | Сандра Тофт Сара Иверсен Хелена Элвер Анне Метте Хансен Катрин Хейндал Лине Хаугстед Алтея Рейнхардт Метте Транборг Кристина Йёргенсен Трине Эстергорд Луиса Бургорд Мие Хёйлунн Эмма Фриис Рикке Иверсен Михала Мёллер                             | Гандбол                     | Женский турнир                | 10 августа |
| Бронза  | Никлас Ларсен Микаэль Мёркёв | Велоспорт                   | Трек, мэдисон                 | 10 августа |

| Вид спорта                  | 1 | 2 | 3 | Всего |
| Гандбол                     | 1 | 0 | 1 | 2     |
| Бадминтон                   | 1 | 0 | 0 | 1     |
| Конный спорт                | 0 | 1 | 0 | 1     |
| Парусный спорт              | 0 | 1 | 0 | 1     |
| Борьба                      | 0 | 0 | 1 | 1     |
| Велоспорт                   | 0 | 0 | 1 | 1     |
| Гребля на байдарках и каноэ | 0 | 0 | 1 | 1     |
| Тхэквондо                   | 0 | 0 | 1 | 1     |
| Всего                       | 2 | 2 | 5 | 9     |

| Медали по датам | Медали по датам | Медали по датам | Медали по датам | Медали по датам | Медали по датам |
| --------------- | --------------- | --------------- | --------------- | --------------- | --------------- |
| Дата            | 1               | 2               | 3               | Всего           |                 |
| 3 августа       | 0               | 1               | 0               | 1               |                 |
| 5 августа       | 1               | 0               | 0               | 1               |                 |
| 7 августа       | 0               | 1               | 0               | 1               |                 |
| 8 августа       | 0               | 0               | 1               | 1               |                 |
| 9 августа       | 0               | 0               | 1               | 1               |                 |
| 10 августа      | 0               | 0               | 3               | 3               |                 |
| 5 августа       | 1               | 0               | 0               | 1               |                 |
| Всего           | 2               | 2               | 5               | 9               |                 |

| Медали по полу | Медали по полу | Медали по полу | Медали по полу | Медали по полу |
| -------------- | -------------- | -------------- | -------------- | -------------- |
| Пол            | 1              | 2              | 3              | Всего          |
| Мужчины        | 2              | 0              | 3              | 5              |
| Женщины        | 0              | 1              | 2              | 3              |
| Микст          | 0              | 1              | 0              | 1              |
| Всего          | 2              | 2              | 5              | 9              |

## Квалификация
| № п/п | Вид спорта                  | Мужчины        | Мужчины                | Женщины        | Женщины                | Всего          | Всего                  |
| № п/п | Вид спорта                  | Завоевано квот | Количество спортсменов | Завоевано квот | Количество спортсменов | Завоевано квот | Количество спортсменов |
| ----- | --------------------------- | -------------- | ---------------------- | -------------- | ---------------------- | -------------- | ---------------------- |
| 1     | Академическая гребля        | 1              | 1                      | 3              | 15                     | 4              | 16                     |
| 2     | Бадминтон                   | 3              | 5                      | 2              | 4                      | 6              | 9                      |
| 3     | Бокс                        | 1              | 1                      |                |                        | 1              | 1                      |
| 4     | Борьба                      | 1              | 1                      |                |                        | 1              | 1                      |
| 5     | Велоспорт                   | 10             | 9                      | 10             | 8                      | 20             | 17                     |
| 6     | Гандбол                     | 1              | 16                     | 1              | 15                     | 2              | 31                     |
| 7     | Гольф                       | 2              | 2                      | 2              | 2                      | 4              | 4                      |
| 8     | Гребля на байдарках и каноэ | 2              | 5                      | 2              | 2                      | 4              | 7                      |
| 9     | Дзюдо                       |                |                        | 1              | 1                      | 1              | 1                      |
| 10    | Конный спорт                |                | 3                      |                | 2                      | 6              | 5                      |
| 11    | Лёгкая атлетика             | 1              | 1                      | 3              | 3                      | 4              | 4                      |
| 12    | Настольный теннис           | 3              | 3                      |                |                        | 3              | 3                      |
| 13    | Парусный спорт              | 3              | 5                      | 2              | 4                      | 6              | 9                      |
| 14    | Плавание                    |                |                        | 6              | 7                      | 6              | 7                      |
| 15    | Скейтбординг                | 1              | 1                      |                |                        | 1              | 1                      |
| 16    | Стрельба                    | 1              | 1                      | 4              | 2                      | 5              | 3                      |
| 17    | Стрельба из лука            |                |                        | 1              | 1                      | 1              | 1                      |
| 18    | Теннис                      |                |                        | 2              | 2                      | 2              | 2                      |
| 19    | Триатлон                    | 1              | 1                      | 1              | 1                      | 2              | 2                      |
| 20    | Тхэквондо                   | 1              | 1                      |                |                        | 1              | 1                      |
|       | ИТОГО                       | 32             | 56                     | 40             | 69                     | 80             | 125                    |

## Состав команды
Академическая гребля
1. Сверри Нильсен[англ.]
2. Хедвиг Расмуссен
3. Фие Удбю Эриксен
4. Астрид Стеенсберг[англ.]
5. Фрида Санггорд Нильсен[англ.]
6. Марие Йоханнесен[англ.]
7. Юлие Поульсен[англ.]
8. Нанна Вигильд[англ.]
9. Карен Мортенсен[англ.]
10. Клара Хорнаес[англ.]
11. Сара Йохансен[англ.]
12. Фрида Вернер Фольгадер[англ.]
13. Каролина Мунх[англ.]
14. Софи Виккельсоэ[англ.]
15. Николине Лаидлау[англ.]
16. Софие Эстергорд[англ.]

 Бадминтон
1. Виктор Аксельсен
2. Андерс Антонсен[англ.]
3. Ким Аструп[англ.]
4. Андерс Скоруп Расмуссен[англ.]
5. Матиас Кристиансен[англ.]
6. Миа Блихфельдт[англ.]
7. Майкен Фруергорд[англ.]
8. Сара Тюгесен[англ.]
9. Александра Бойе[англ.]

 Бокс
1. Николай Тертерян

 Борьба
Греко-римская борьба
1. Турпал-Али Бисултанов

Велоспорт
 Шоссейный велоспорт
1. Микаэль Мёркёв
2. Мадс Педерсен
3. Маттиас Йенсен
4. Миккель Бьерг
5. Эмма Норсгор
6. Сесилие Уттруп Лудвиг[англ.]
7. Ребекка Кернер[англ.]

 Трековый велоспорт
1. Карл-Фредерик Беворт[англ.]
2. Тобиас Хансен[англ.]
3. Никлас Ларсен
4. Расмус Педерсен[англ.]
5. Амалия Дидериксен[англ.]
6. Юли Норман Лет[англ.]

 Маунтинбайк
1. Симон Андреассен
2. Каролин Боэ[англ.]
3. Софи Хеби Педерсен[англ.]

 BMX
BMX-гонки
1. Малене Кейлструп[англ.]

 Гандбол
1. Никлас Ландин
2. Никлас Киркелёкке
3. Магнус Ландин
4. Эмиль Якобсен
5. Расмус Лауге
6. Эмиль Нильсен
7. Магнус Саугструп
8. Ханс Линдберг
9. Матиас Гидсель
10. Хенрик Мёльгор
11. Миккель Хансен
12. Лукас Йёргенсен
13. Лассе Андерссон
14. Симон Хальд
15. Томас Соммер Арнольдсен
16. Симон Питлик
17. Сандра Тофт[англ.]
18. Сара Иверсен[англ.]
19. Хелена Элвер[англ.]
20. Анне Метте Хансен[англ.]
21. Катрин Хейндал
22. Лине Хаугстед[англ.]
23. Алтея Рейнхардт
24. Метте Транборг[англ.]
25. Кристина Йёргенсен
26. Трине Эстергорд[англ.]
27. Луиса Бургорд
28. Мие Хёйлунн
29. Эмма Фриис[англ.]
30. Рикке Иверсен[англ.]
31. Михала Мёллер

 Гольф
1. Николай Хойгорд[англ.]
2. Торбьорн Олесен[англ.]
3. Эмили Кристина Педерсен[англ.]
4. Нанна Коэрстс Мадсен[англ.]

Гребля на байдарках и каноэ
 Гребля на гладкой воде
1. Рене Поульсен
2. Виктор Осмул[англ.]
3. Лассе Мадсен[англ.]*
4. Мортен Граверсен[англ.]
5. Магнус Сибберсен[англ.]
6. Эмма Йёргенсен
7. Фредерикке Маттиесен[англ.]

 Дзюдо
1. Лерке Олсен[англ.]

 Конный спорт
1. Даниэль Бахманн Андерсен[англ.]
2. Петер Фларуп[англ.]
3. Андреас Шу[англ.]
4. Нанна Мерральд Расмуссен[англ.]
5. Катрин Лаудруп-Дюфур[англ.]

 Лёгкая атлетика
1. Симон Хансен[англ.]
2. Ида Карстофт[англ.]
3. Лиза Брикс Педерсен[англ.]
4. Катрин Кох Якобсен[англ.]

 Настольный теннис
1. Андерс Линд[англ.]
2. Йонатан Грот[англ.]
3. Мартин Бух Андерсен[англ.]

 Парусный спорт
1. Йохан Сё[англ.]
2. Йохан Шуберт[англ.]
3. Николай Бухль[англ.]
4. Даниэль Ниборг[англ.]
5. Матиас Борресков[англ.]
6. Анне-Мари Риндом
7. Йоханне Шмидт[англ.]
8. Андреа Шмидт[англ.]
9. Наташа Саоума-Педерсен[англ.]

 Плавание
1. Юлие Кепп Йенсен[англ.]
2. Теа Бломстерберг[англ.]
3. Хелена Розендаль Бах[англ.]
4. Сигне Бро[англ.]
5. Мартине Дамборг[англ.]
6. Элизабет Саброэ[англ.]
7. Сшастин Табор[англ.]

 Скейтбординг
1. Виктор Сольмунде[англ.]

 Стрельба
1. Йеспер Хансен[англ.]
2. Рикке Ибсен[англ.]
3. Стефани Грундсёэ[англ.]

 Стрельба из лука
1. Кирстин Данструп Андерсен[англ.]

 Теннис
1. Клара Таусон
2. Каролина Возняцки

 Триатлон
1. Эмиль Хольм[англ.]
2. Альберте Кьер Педерсен[англ.]

 Тхэквондо
1. Эди Хрнич

## Академическая гребля
Дания завоевала одно место на участие в олимпийских соревнованиях по академической гребле на Чемпионате мира по академической гребле 2023 года в Белграде, Сербия и три места на Финальной квалификационной регате 2024 года в Люцерне, Швейцария.
Мужчины
| Спортсмен      | Дисциплина | Заезд   | Заезд | Утеш. заезд | Утеш. заезд | Четвертьфиналы | Четвертьфиналы | Полуфиналы | Полуфиналы | Финалы  | Финалы |
| Спортсмен      | Дисциплина | Время   | Место | Время       | Место       | Время          | Место          | Время      | Место      | Время   | Место  |
| -------------- | ---------- | ------- | ----- | ----------- | ----------- | -------------- | -------------- | ---------- | ---------- | ------- | ------ |
| Сверри Нильсен | Одиночки   | 6.53,50 | 1 QF  | —           | —           | 6.49,69        | 2 Q SA/B       | 6.43,95    | 4 Q FB     | 6.44,83 | 8      |

Женщины
| Спортсмен | Дисциплина         | Заезд   | Заезд | Утеш. заезд | Утеш. заезд | Четвертьфиналы        | Четвертьфиналы        | Полуфиналы            | Полуфиналы            | Финалы                | Финалы |
| Спортсмен | Дисциплина         | Время   | Место | Время       | Место       | Время                 | Место                 | Время                 | Место                 | Время                 | Место  |
| --- | ------------------ | ------- | ----- | ----------- | ----------- | --------------------- | --------------------- | --------------------- | --------------------- | --------------------- | ------ |
| Хедвиг Расмуссен Фие Удбю Эриксен | Двойки распашные   | 7.30,91 | 4 R   | 7.34,57     | 1 Q SA/B    | —                     | —                     | 7.19,11               | 4 Q FB                | 7.12,01               | 11     |
| Астрид Стеенсберг Фрида Санггорд Нильсен Марие Йоханнесен Юлие Поульсен                                                                                | Четвёрки распашные | 6.56,70 | 5 R   | 6.35,65     | 3 Q FB      | —                     | —                     | —                     | —                     | 6.36,43               | 8      |
| Нанна Вигильд Карен Мортенсен Клара Хорнаес Сара Йохансен Фрида Вернер Фольгадер Каролина Мунх Софи Виккельсоэ Николине Лаидлау Софие Эстергорд (рул.) | Восьмёрки          | 6.39,30 | 4 R   | 6.22,21     | 5           | завершили выступление | завершили выступление | завершили выступление | завершили выступление | завершили выступление | 7      |

Легенда: FA=Финал А (медали); FB=Финал В; FC=Финал С; FD=Финал D; FE=Финал E; FF=Финал F; SA/B=Полуфиналы A/B; SC/D=Полуфиналы C/D; SE/F=Полуфиналы E/F; QF=Четвертьфиналы; R=Утешительные заезды

## Бадминтон
Дания завоевала шесть квот на участие в олимпийском турнире по бадминтону в соответствии с Олимпийским рейтингом BWF.
Мужчины
| Спортсмен                          | Категория | Группы                                     | Группы                                       | Группы                                  | Группы                                      | Группы | 1/8 финала    | Четвертьфиналы                            | Полуфиналы                                   | Финал / За 3 место                              | Финал / За 3 место   |
| Спортсмен                          | Категория | Соперник Счет                              | Соперник Счет                                | Соперник Счет                           | Соперник Счет                               | Место  | Соперник Счет | Соперник Счет                             | Соперник Счет                                | Соперник Счет                                   | Место                |
| ---------------------------------- | --------- | ------------------------------------------ | -------------------------------------------- | --------------------------------------- | ------------------------------------------- | ------ | ------------- | ----------------------------------------- | -------------------------------------------- | ----------------------------------------------- | -------------------- |
| Виктор Аксельсен                   | Одиночный | NEPПринс Дахаль В (21–8, 21–6)             | ISRМиша Зильберман В (21–9, 21–11)           | IRLНэт Нгуен В (21–13, 21–10)           | —                                           | 1 QF   | —             | SGPЛо Кин Ю В (21–9, 21–17)               | INDЛакшья Сен В (22–20, 21–14)               | THAКунлавут Витидсарн В (21–11, 21–11)          | 1                    |
| Андерс Антонсен                    | Одиночный | AUTКоллинз Филимон В (21–10, 21–18)        | AZEЭди Рески Двичао В (21–10, 21–14)         | —                                       | —                                           | 1 QF   | —             | MASЛи Цзы Цзя П (17–21, 15–21)            | завершил выступление                         | завершил выступление                            | завершил выступление |
| Ким Аструп Андерс Скоруп Расмуссен | Пары      | USAВинсон Чиу Джошуа Юань В (21–13, 21–16) | TPEЛи Ян Ван Чи-линь П (15–21, 21–19, 15–21) | CHNЛи Юйчэнь Оу Сюаньи В (21–15, 21–13) | JPNТакуро Хоки Юго Кобаяси В (21–19, 22–20) | 2 QF   | —             | KORКан Мин Хёк Со Сын Чэ В (21–19, 22–20) | TPEЛи Ян Ван Чи-линь П (21–18, 17–21, 10–21) | MASАарон Чиа Со Вуи Йик П (21–16, 20–22, 19–21) | 4                    |

Женщины
| Спортсмен                     | Категория | Группы                                       | Группы                                                                | Группы                                    | Группы | 1/8 финала    | Четвертьфиналы                              | Полуфиналы            | Финал / За 3 место    | Финал / За 3 место    |
| Спортсмен                     | Категория | Соперник Счет                                | Соперник Счет                                                         | Соперник Счет                             | Место  | Соперник Счет | Соперник Счет                               | Соперник Счет         | Соперник Счет         | Место                 |
| ----------------------------- | --------- | -------------------------------------------- | --------------------------------------------------------------------- | ----------------------------------------- | ------ | ------------- | ------------------------------------------- | --------------------- | --------------------- | --------------------- |
| Миа Блихфельдт                | Одиночный | GERИвонн Ли В (21–14, 14–21, 21–12)          | CHNЧень Юфей П (8–21, 21–19, 11–21)                                   | —                                         | 2      | —             | завершила выступление                       | завершила выступление | завершила выступление | завершила выступление |
| Майкен Фруергорд Сара Тюгесен | Пары      | KORПэк Ха На Ли Со Хи В (21–18, 9–21, 21–14) | THAЙонгколпхан Кититаракул Равинда Пражонджай В (20–22, 23–21, 24–22) | FRAМарго Ламбер Анн Тран В (21–16, 21–12) | 1 QF   | —             | JPNНами Мацуяма Тихару Сида П (7–21, 12–21) | завершили выступление | завершили выступление | =5                    |

Микст
| Спортсмен                          | Категория | Группы                                 | Группы                          | Группы                           | Группы | Четвертьфиналы | Полуфиналы    | Финал / За 3 место | Финал / За 3 место |
| Спортсмен                          | Категория | Соперник Счет                          | Соперник Счет                   | Соперник Счет                    | Место  | Соперник Счет  | Соперник Счет | Соперник Счет      | Место              |
| ---------------------------------- | --------- | -------------------------------------- | ------------------------------- | -------------------------------- | ------ | -------------- | ------------- | ------------------ | ------------------ |
| Матиас Кристиансен Александра Бойе | Микст     | Юта Ватанабэ Ариса Хигасино (JPN) П WO | Джордан Тан Се Инсюэ (HKG) П WO | Е Хун-вэй Ли Цзя-синь (TPE) П WO | 4      | WO             | WO            | WO                 | WO                 |

## Бокс
Дания завоевала одно место в турнир по боксу на Европейских играх 2023 года в Новы-Тарг, Польша.
| Спортсмен        | Категория     | 1 раунд            | 1/8 финала            | Четвертьфиналы                 | Полуфиналы           | Финал                | Финал |
| Спортсмен        | Категория     | Соперник Результат | Соперник Результат    | Соперник Результат             | Соперник Результат   | Соперник Результат   | Место |
| ---------------- | ------------- | ------------------ | --------------------- | ------------------------------ | -------------------- | -------------------- | ----- |
| Николай Тертерян | Мужчины 71 кг | —                  | FRAМакан Траоре В 4–1 | UZBАсадхужа Муйдинхужаев П 0–5 | завершил выступление | завершил выступление | =5    |

## Борьба
Дания получила одно место в турнир по греко-римской борьбе в результате перераспределения квот.
Греко-римская борьба
| Спортсмен             | Категория        | 1/8 финала             | Четвертьфиналы     | Полуфиналы         | Утешит. поединки      | Финал /За 3 место      | Финал /За 3 место |
| Спортсмен             | Категория        | Соперник Результат     | Соперник Результат | Соперник Результат | Соперник Результат    | Соперник Результат     | Место             |
| --------------------- | ---------------- | ---------------------- | ------------------ | ------------------ | --------------------- | ---------------------- | ----------------- |
| Турпал-Али Бисултанов | Мужчины до 87 кг | BULСемён Новиков П 1–5 | —                  | —                  | GEOЛаша Гобадзе В 6–0 | HUNДавид Лошонци В 2–1 | 3                 |

## Велоспорт

### Шоссейные велогонки
Дания получила по рейтингу UCI четыре места в мужской и три места в женской групповых гонках на шоссе, а также по одному месту в мужской и женской индивидуальных гонках с раздельным стартом. Еще по одному месту в мужской и женской индивидуальных гонках Дания получила по результатам Чемпионата мира по шоссейным велогонкам 2023 года в Глазго, Великобритания.
Мужчины
| Спортсмен         | Дисциплина                 | Время    | Место |
| ----------------- | -------------------------- | -------- | ----- |
| Микаэль Мёркёв    | Групповая гонка            | 6:36.31  | 59    |
| Мадс Педерсен     | Групповая гонка            | 6:21.54  | 20    |
| Маттиас Скельмосе | Групповая гонка            | 6:21.47  | 17    |
| Миккель Бьерг     | Групповая гонка            | 6:41.17  | 73    |
| Маттиас Скельмосе | Гонка с раздельным стартом | 37.57,69 | 14    |
| Миккель Бьерг     | Гонка с раздельным стартом | 37.55,32 | 10    |

Женщины
| Спортсмен             | Дисциплина                 | Время    | Место |
| --------------------- | -------------------------- | -------- | ----- |
| Эмма Норсгор          | Групповая гонка            | 4:07.16  | 49    |
| Сесилие Уттруп Лудвиг | Групповая гонка            | 4:04.23  | 29    |
| Ребекка Кернер        | Групповая гонка            | 4:12.22  | 76    |
| Эмма Норсгор          | Гонка с раздельным стартом | 42.33,59 | 14    |
| Сесилие Уттруп Лудвиг | Гонка с раздельным стартом | 44.10,93 | 24    |

### Велотрек
Дания в соответствии с олимпийским рейтингом UCI завоевала по одному место в женском омниуме и мэдисоне, а также право выставить команду из четырех человек в мужских дисциплинах преследования.
Преследование
| Спортсмен                                                        | Дисциплина                    | Квалификация | Квалификация | 1 круг                      | 1 круг | Финал               | Финал |
| Спортсмен                                                        | Дисциплина                    | Время        | Место        | Соперник Результат          | Место  | Соперник Результат  | Место |
| ---------------------------------------------------------------- | ----------------------------- | ------------ | ------------ | --------------------------- | ------ | ------------------- | ----- |
| Карл-Фредерик Беворт Тобиас Хансен Никлас Ларсен Расмус Педерсен | Мужчины команды преследование | 3.43,690     | 3 Q          | Великобритания · П 3.42,803 | 2 Q FB | Италия · П 3.46,138 | 4     |

Омниум
| Спортсмен         | Дисциплина     | Скрэтч | Скрэтч | Темповая гонка | Темповая гонка | Гонка с выбыванием | Гонка с выбыванием | Гонка по очкам | Гонка по очкам | Всего | Всего |
| Спортсмен         | Дисциплина     | Очки   | Место  | Очки           | Место          | Очки               | Место              | Очки           | Место          | Очки  | Место |
| ----------------- | -------------- | ------ | ------ | -------------- | -------------- | ------------------ | ------------------ | -------------- | -------------- | ----- | ----- |
| Никлас Ларсен     | Мужчины омниум | 38     | 2      | 30             | 6              | 10                 | 16                 | 6              | 13             | 84    | 10    |
| Амалия Дидериксен | Женщины омниум | 30     | 6      | 28             | 7              | 26                 | 8                  | 21             | 12             | 105   | 7     |

Мэдисон
| Спортсмены                       | Дисциплина      | Очки | Круги | Итого | Место |
| -------------------------------- | --------------- | ---- | ----- | ----- | ----- |
| Никлас Ларсен Микаэль Мёркёв     | Мужчины мэдисон | 21   | 20    | 41    | 3     |
| Амалия Дидериксен Юли Норман Лет | Женщины мэдисон | 16   | —     | 16    | 6     |

### Маунтинбайк
Дания получила по одно место в мужские и два места в  женские соревнования по маунтинбайку в соответствии с Олимпийским рейтингом UCI.
| Спортсмен          | Категория | Время   | Место |
| ------------------ | --------- | ------- | ----- |
| Симон Андреассен   | Мужчины   | 1:29:05 | 12    |
| Каролин Боэ        | Женщины   | 1:33:11 | 15    |
| Софи Хеби Педерсен | Женщины   | -1 КРУГ | 24    |

### BMX
BMX-гонки
Дания завоевала одно место в женские соревнования в соответствии с Олимпийским квалификационным рейтингом UCI.
| Спортсмен        | Дисциплина | Четвертьфиналы | Четвертьфиналы | Утеш. заезд | Утеш. заезд | Полуфиналы | Полуфиналы | Финал                 | Финал                 |
| Спортсмен        | Дисциплина | Очки           | Место          | Время       | Место       | Очки       | Место      | Время                 | Место                 |
| ---------------- | ---------- | -------------- | -------------- | ----------- | ----------- | ---------- | ---------- | --------------------- | --------------------- |
| Малене Кейлструп | Женщины    | 16             | 16 q           | 37.375      | 4 Q         | 21         | 15         | завершила выступление | завершила выступление |

## Гандбол
Мужская гандбольная команда Дании завоевала право участвовать в олимпийском турнире, выиграв Чемпионат мира по гандболу среди мужчин 2023 года в Польше и Швеции. Женская сборная Дании получила место в олимпийском турнире, заняв третье место на Чемпионате мира по гандболу среди женщин 2023 года в Дании, Норвегии и Швеции.
| Команда | Соревнование   | Групповая стадия | Групповая стадия | Групповая стадия  | Групповая стадия | Групповая стадия         | Групповая стадия | Четвертьфиналы     | Полуфиналы       | Финал / Матч за 3 место | Финал / Матч за 3 место |
| Команда | Соревнование   | Соперник Счёт    | Соперник Счёт    | Соперник Счёт     | Соперник Счёт    | Соперник Счёт            | Место            | Соперник Счёт      | Соперник Счёт    | Соперник Счёт           | Место                   |
| ------- | -------------- | ---------------- | ---------------- | ----------------- | ---------------- | ------------------------ | ---------------- | ------------------ | ---------------- | ----------------------- | ----------------------- |
| Дания   | Мужской турнир | Франция В 37–29  | Египет В 30–27   | Аргентина В 38–27 | Венгрия В 28–25  | Норвегия В 32–25         | 1 Q              | Швеция В 32–31     | Словения В 31–30 | Германия В 39–26        | 1                       |
| Дания   | Женский турнир | Словения В 27–19 | Норвегия П 18–27 | Швеция В 25–23    | Германия В 28–27 | Республика Корея В 28–20 | 3 Q              | Нидерланды В 29–25 | Норвегия П 21–25 | Швеция В 30–25          | 3                       |

### Мужской турнир
Состав команды
Состав команды был объявлен 3 июля 2024 года.
Тренер:  Николай Якобсен
- Никлас Ландин ГК
- Никлас Киркелёкке ПП
- Магнус Ландин ПК
- Эмиль Якобсен ПК
- Расмус Лауге Р
- Эмиль Нильсен ГК
- Магнус Саугструп Л
- Ханс Линдберг ПК
- Матиас Гидсель ПП
- Хенрик Мёльгор ЛП
- Миккель Хансен ЛП
- Лукас Йёргенсен Л
- Лассе Андерссон Р
- Симон Хальд Л
- Томас Соммер Арнольдсен ЛП
- Симон Питлик Р

Групповой этап
| Поз | Команда     | И | В | Н | П | МЗ  | МП  | РМ  | О  | Квалификация   |
| --- | ----------- | - | - | - | - | --- | --- | --- | -- | -------------- |
| 1   | Дания       | 5 | 5 | 0 | 0 | 165 | 133 | +32 | 10 | Четвертьфиналы |
| 2   | Египет      | 5 | 3 | 1 | 1 | 148 | 140 | +8  | 7  | Четвертьфиналы |
| 3   | Норвегия    | 5 | 3 | 0 | 2 | 139 | 136 | +3  | 6  | Четвертьфиналы |
| 4   | Франция (Х) | 5 | 2 | 1 | 2 | 129 | 131 | −2  | 5  | Четвертьфиналы |
| 5   | Венгрия     | 5 | 1 | 0 | 4 | 137 | 138 | −1  | 2  |                |
| 6   | Аргентина   | 5 | 0 | 0 | 5 | 131 | 171 | −40 | 0  |                |

| 2024-07-27 21:00 | Дания                 | 37 : 29   | Франция | Арена 6 Южный Париж, Париж Зрителей: 5739 Судьи: Шульце, Тённис (GER) |
| 2024-07-27 21:00 | Гидсель, Питлик по 11 | (18 : 17) | Деска 7 | Арена 6 Южный Париж, Париж Зрителей: 5739 Судьи: Шульце, Тённис (GER) |
| 2024-07-27 21:00 | 1×                    | протокол  | 4× 1×   | Арена 6 Южный Париж, Париж Зрителей: 5739 Судьи: Шульце, Тённис (GER) |

| 2024-07-29 14:00 | Египет          | 27 : 30  | Дания                    | Арена 6 Южный Париж, Париж Зрителей: 5764 Судьи: Лах, Сок (SLO) |
| 2024-07-29 14:00 | три игрока по 5 | (9 : 19) | Арнольдсен, Гидсель по 8 | Арена 6 Южный Париж, Париж Зрителей: 5764 Судьи: Лах, Сок (SLO) |
| 2024-07-29 14:00 | 3× 1×           | протокол | 3× 1×                    | Арена 6 Южный Париж, Париж Зрителей: 5764 Судьи: Лах, Сок (SLO) |

| 2024-07-31 21:00 | Дания      | 38 : 27  | Аргентина | Арена 6 Южный Париж, Париж Зрителей: 5780 Судьи: Бельхири, Хамиди (Алжир) |
| 2024-07-31 21:00 | Гидсель 13 | (19:14)  | Паркер 6  | Арена 6 Южный Париж, Париж Зрителей: 5780 Судьи: Бельхири, Хамиди (Алжир) |
| 2024-07-31 21:00 | 5×         | протокол | 4× 2× 1×  | Арена 6 Южный Париж, Париж Зрителей: 5780 Судьи: Бельхири, Хамиди (Алжир) |

| 2024-08-02 09:00 | Венгрия | 25:28    | Дания     | Арена 6 Южный Париж, Париж Зрителей: 5764 Судьи: Гарсия, Марин (Испания) |
| 2024-08-02 09:00 | Илич 5  | (14:16)  | Гидсель 8 | Арена 6 Южный Париж, Париж Зрителей: 5764 Судьи: Гарсия, Марин (Испания) |
| 2024-08-02 09:00 | 6×      | протокол | 1×        | Арена 6 Южный Париж, Париж Зрителей: 5764 Судьи: Гарсия, Марин (Испания) |

| 2024-08-04 19:00 | Дания    | 32 : 25  | Норвегия   | Арена 6 Южный Париж, Париж Зрителей: 5723 Судьи: Начевски, Николов (Северная Македония) |
| 2024-08-04 19:00 | Питлик 9 | (17:12)  | Рейнкинн 6 | Арена 6 Южный Париж, Париж Зрителей: 5723 Судьи: Начевски, Николов (Северная Македония) |
| 2024-08-04 19:00 | 3× 2×    | протокол | 4×         | Арена 6 Южный Париж, Париж Зрителей: 5723 Судьи: Начевски, Николов (Северная Македония) |

Четвертьфинал
| 7 августа 2024 17:30 | Дания    | 32 : 31  | Швеция | Стадион «Пьер Моруа», Лилль Зрителей: 26 449 Судьи: Ш. Бонавантюра, Ж. Бонавантюра (FRA) |
| 7 августа 2024 17:30 | Пютлик 9 | (16:16)  | Клор 7 | Стадион «Пьер Моруа», Лилль Зрителей: 26 449 Судьи: Ш. Бонавантюра, Ж. Бонавантюра (FRA) |
| 7 августа 2024 17:30 | 3× 2×    | протокол | 4× 1×  | Стадион «Пьер Моруа», Лилль Зрителей: 26 449 Судьи: Ш. Бонавантюра, Ж. Бонавантюра (FRA) |

Полуфинал
| 9 августа 2024 21:30 | Словения          | 30 : 31  | Дания       | Стадион «Пьер Моруа», Лилль Судьи: Горачек, Новотны (CZE) |
| 9 августа 2024 21:30 | Бомбач, Влах по 7 | (10:15)  | М. Ландин 6 | Стадион «Пьер Моруа», Лилль Судьи: Горачек, Новотны (CZE) |
| 9 августа 2024 21:30 | 3×                | протокол | 1×          | Стадион «Пьер Моруа», Лилль Судьи: Горачек, Новотны (CZE) |

Финал
| 11 августа 2024 13:30 | Германия                    | 26 : 39  | Дания                                   | Стадион «Пьер Моруа», Лилль Зрителей: 27 328 Судьи: Лах, Сок (SLO) |
| 11 августа 2024 13:30 | Кнорр 6 Кольбахер 4 Ущинс 4 | (12:21)  | Гидсель 11 М. Ландин 7 Пютлик 6 Лауге 5 | Стадион «Пьер Моруа», Лилль Зрителей: 27 328 Судьи: Лах, Сок (SLO) |
| 11 августа 2024 13:30 | 1×                          | протокол | 1×                                      | Стадион «Пьер Моруа», Лилль Зрителей: 27 328 Судьи: Лах, Сок (SLO) |

### Женский турнир
Состав команды
Состав команды был объявлен 6 июня 2024 года. 
Тренер:  Йеспер Йенсен
- Сандра Тофт[англ.] ГК
- Сара Иверсен[англ.] Л
- Хелена Элвер[англ.] Р
- Анне Метте Хансен[англ.] ЛП
- Катрин Хейндал Л
- Лине Хаугстед[англ.] ЛП
- Алтея Рейнхардт ГК
- Метте Транборг[англ.] ПП
- Кристина Йёргенсен ЛП
- Трине Эстергорд[англ.] ПК
- Луиса Бургорд ПП
- Мие Хёйлунн ЛП
- Эмма Фриис[англ.] ПК
- Рикке Иверсен[англ.] Л
- Михала Мёллер ЛП

Групповой этап
| Поз | Команда          | И | В | Н | П | МЗ  | МП  | РМ  | О | Квалификация   |
| --- | ---------------- | - | - | - | - | --- | --- | --- | - | -------------- |
| 1   | Норвегия         | 5 | 4 | 0 | 1 | 140 | 110 | +30 | 8 | Четвертьфиналы |
| 2   | Швеция           | 5 | 4 | 0 | 1 | 140 | 125 | +15 | 8 | Четвертьфиналы |
| 3   | Дания            | 5 | 4 | 0 | 1 | 126 | 116 | +10 | 8 | Четвертьфиналы |
| 4   | Германия         | 5 | 1 | 0 | 4 | 136 | 134 | +2  | 2 | Четвертьфиналы |
| 5   | Республика Корея | 5 | 1 | 0 | 4 | 107 | 133 | −26 | 2 |                |
| 6   | Словения         | 5 | 1 | 0 | 4 | 116 | 147 | −31 | 2 |                |

| 25 июля 2024 09:00 | Словения          | 19 : 27  | Дания                | Арена 6 Южный Париж, Париж Зрителей: 5686 Судьи: Бруннер, Салах (SUI) |
| 25 июля 2024 09:00 | Грос, Станко по 5 | (11:14)  | Фриис, Эстергор по 5 | Арена 6 Южный Париж, Париж Зрителей: 5686 Судьи: Бруннер, Салах (SUI) |
| 25 июля 2024 09:00 | 6× 1×             | протокол | 5× 1×                | Арена 6 Южный Париж, Париж Зрителей: 5686 Судьи: Бруннер, Салах (SUI) |

| 28 июля 2024 16:00 | Дания      | 18 : 27  | Норвегия                        | Арена 6 Южный Париж, Париж Зрителей: 5819 Судьи: Ш. Бонавантюра, Ж. Бонавантюра (FRA) |
| 28 июля 2024 16:00 | Эстергор 5 | (8:14)   | Браттсет Дале, Кристиансен по 6 | Арена 6 Южный Париж, Париж Зрителей: 5819 Судьи: Ш. Бонавантюра, Ж. Бонавантюра (FRA) |
| 28 июля 2024 16:00 | 3×         | протокол | 1×                              | Арена 6 Южный Париж, Париж Зрителей: 5819 Судьи: Ш. Бонавантюра, Ж. Бонавантюра (FRA) |

| 30 июля 2024 21:00 | Швеция   | 23:25    | Дания              | Арена 6 Южный Париж, Париж Зрителей: 5834 Судьи: А. Конжичанин, Д. Конжичанин (Босния и Герцеговина) |
| 30 июля 2024 21:00 | Хагман 6 | (14:14)  | четыре игрока по 4 | Арена 6 Южный Париж, Париж Зрителей: 5834 Судьи: А. Конжичанин, Д. Конжичанин (Босния и Герцеговина) |
| 30 июля 2024 21:00 | 4×       | протокол | 3× 1×              | Арена 6 Южный Париж, Париж Зрителей: 5834 Судьи: А. Конжичанин, Д. Конжичанин (Босния и Герцеговина) |

| 1 августа 2024 19:00 | Германия | 27 : 28  | Дания     | Арена 6 Южный Париж, Париж Зрителей: 5722 Судьи: Биро, Кишш (HUN) |
| 1 августа 2024 19:00 | Беренд 6 | (12:15)  | Хёйлунн 7 | Арена 6 Южный Париж, Париж Зрителей: 5722 Судьи: Биро, Кишш (HUN) |
| 1 августа 2024 19:00 | 3×       | протокол | 4×        | Арена 6 Южный Париж, Париж Зрителей: 5722 Судьи: Биро, Кишш (HUN) |

| 3 августа 2024 21:00 | Дания                  | 28 : 20  | Республика Корея | Арена 6 Южный Париж, Париж Зрителей: 5714 Судьи: Гарсия, Марин (ESP) |
| 3 августа 2024 21:00 | Хансен, Йёргенсен по 6 | (12:8)   | Ву Бит На 5      | Арена 6 Южный Париж, Париж Зрителей: 5714 Судьи: Гарсия, Марин (ESP) |
| 3 августа 2024 21:00 | 4× 1×                  | протокол |                  | Арена 6 Южный Париж, Париж Зрителей: 5714 Судьи: Гарсия, Марин (ESP) |

Четвертьфинал
| 6 августа 2024 09:30 | Дания              | 29 : 25  | Нидерланды                 | Стадион «Пьер Моруа», Лилль Зрителей: 20 372 Судьи: Куртагич, Веттервик (SWE) |
| 6 августа 2024 09:30 | Фриис, Хансен по 6 | (11:10)  | Хаусхер, ван Ветеринг по 7 | Стадион «Пьер Моруа», Лилль Зрителей: 20 372 Судьи: Куртагич, Веттервик (SWE) |
| 6 августа 2024 09:30 | 5× 1×              | протокол | 5×                         | Стадион «Пьер Моруа», Лилль Зрителей: 20 372 Судьи: Куртагич, Веттервик (SWE) |

Полуфинал
| 8 августа 2024 21:30 | Норвегия       | 25 : 21  | Дания       | Стадион «Пьер Моруа», Лилль Зрителей: 15 975 Судьи: Лах, Сок (SLO) |
| 8 августа 2024 21:30 | Братсет Дале 4 | (11:8)   | Йёргенсен 4 | Стадион «Пьер Моруа», Лилль Зрителей: 15 975 Судьи: Лах, Сок (SLO) |
| 8 августа 2024 21:30 | 3× 1×          | протокол | 3× 1×       | Стадион «Пьер Моруа», Лилль Зрителей: 15 975 Судьи: Лах, Сок (SLO) |

Финал
| 10 августа 2024 10:00 | Дания     | 30 : 25  | Швеция   | Стадион «Пьер Моруа», Лилль Зрителей: 13 179 Судьи: Йёрум, Клевен (NOR) |
| 10 августа 2024 10:00 | Хёйлунн 5 | (15:13)  | Хагман 5 | Стадион «Пьер Моруа», Лилль Зрителей: 13 179 Судьи: Йёрум, Клевен (NOR) |
| 10 августа 2024 10:00 | 4× 1×     | протокол | 3× 1×    | Стадион «Пьер Моруа», Лилль Зрителей: 13 179 Судьи: Йёрум, Клевен (NOR) |

## Гольф
Дания получила по два места в мужские и женские соревнования по гольфу в соответствии с рейтингом IGF.
| Сопртсмен               | Категория | Раунд 1 | Раунд 2 | Раунд 3 | Раунд 4 | Итого | Итого | Итого |
| Сопртсмен               | Категория | Счет    | Счет    | Счет    | Счет    | Счет  | К пар | Место |
| ----------------------- | --------- | ------- | ------- | ------- | ------- | ----- | ----- | ----- |
| Николай Хойгорд         | Мужчины   | 70      | 70      | 62      | 68      | 270   | −14   | 7     |
| Торбьорн Олесен         | Мужчины   | 71      | 68      | 66      | 68      | 273   | −11   | =14   |
| Эмили Кристина Педерсен | Женщины   | 73      | 79      | 75      | 72      | 299   | +11   | =44   |
| Нанна Коэрстс Мадсен    | Женщины   | 74      | 75      | 72      | 72      | 293   | +5    | =36   |

## Гребля на байдарках и каноэ

### Гладкая вода
Дания завоевала право выставить четыре лодки в соревнованиях по гребле на байдарках и каноэ на гладкой воде по результатам Чемпионата мира 2023 года в Дуйсбурге, Германия и Европейской квалификационной регаты 2024 года в Сегеде, Венгрия.
Мужчины
| Спортсмен                                                   | Дисциплина        | Заезды  | Заезды | Четвертьфиналы | Четвертьфиналы | Полуфиналы | Полуфиналы | Финалы                | Финалы |
| Спортсмен                                                   | Дисциплина        | Время   | Место  | Время          | Место          | Время      | Место      | Время                 | Место  |
| ----------------------------------------------------------- | ----------------- | ------- | ------ | -------------- | -------------- | ---------- | ---------- | --------------------- | ------ |
| Рене Поульсен                                               | Байдарка-1 1000 м | 3.40,14 | 5 QF   | 3.35,48        | 1 SF           | 3.35,50    | 8 FB       | 3.31,62               | 16     |
| Виктор Осмул Лассе Мадсен Мортен Граверсен Магнус Сибберсен | Байдарка-4 500 м  | 1.22,98 | 6 QF   | 1.20,56        | 3 SF           | 1.21,88    | 5          | завершили выступление | 10     |

Женщины
| Спортсмен                           | Дисциплина       | Заезды  | Заезды | Четвертьфиналы | Четвертьфиналы | Полуфиналы            | Полуфиналы            | Финалы                | Финалы |
| Спортсмен                           | Дисциплина       | Время   | Место  | Время          | Место          | Время                 | Место                 | Время                 | Место  |
| ----------------------------------- | ---------------- | ------- | ------ | -------------- | -------------- | --------------------- | --------------------- | --------------------- | ------ |
| Эмма Йёргенсен                      | Байдарка-1 500 м | 1.50,93 | 2 SF   | ―              | 1.49,59        | 2 FA                  | 1.49,76               | 3                     |        |
| Эмма Йёргенсен Фредерикке Маттиесен | Байдарка-2 500 м | 1.45,02 | 3 QF   | 1.42,61        | 5              | завершили выступление | завершили выступление | завершили выступление | 17     |

## Дзюдо
Дания получила по рейтингу IJF одно место в женских соревнованиях.
| Спортсмен   | Категория        | 1/16 финала                     | 1/8 финала            | Четвертьфиналы        | Полуфиналы            | Утеш. поединки        | Финал / За 3 место    | Финал / За 3 место    |
| Спортсмен   | Категория        | Соперник Результат              | Соперник Результат    | Соперник Результат    | Соперник Результат    | Соперник Результат    | Соперник Результат    | Место                 |
| ----------- | ---------------- | ------------------------------- | --------------------- | --------------------- | --------------------- | --------------------- | --------------------- | --------------------- |
| Лерке Олсен | Женщины до 70 кг | BIHАлександра Самарджич П 00–10 | завершила выступление | завершила выступление | завершила выступление | завершила выступление | завершила выступление | завершила выступление |

## Конный спорт
Дания завоевала по результатам Чемпионата мира 2022 года право выставить команду и трех участников в личных соревнованиях в выездке. Также Дания получила одно место в личных соревнованиях в троеборье и одно место в личных соревнованиях в конкуре в соответствии с олимпийским рейтингом FEI.

### Выездка
| Спортсмен                                                              | Лошадь    | Дисциплина       | Гран При | Гран При | Специальный Гран При | Специальный Гран При | Произвольный Гран При | Произвольный Гран При |
| Спортсмен                                                              | Лошадь    | Дисциплина       | Баллы    | Место    | Баллы                | Место                | Баллы                 | Место                 |
| ---------------------------------------------------------------------- | --------- | ---------------- | -------- | -------- | -------------------- | -------------------- | --------------------- | --------------------- |
| Даниэль Бахманн Андерсен                                               | Vayron    | Личный турнир    | 76,910   | 8 Q      | —                    | —                    | 84,850                | 7                     |
| Нанна Мерральд Расмуссен                                               | Zepter    | Личный турнир    | 78.028   | 5 Q      | —                    | —                    | 83,293                | 9                     |
| Катрин Лаудруп-Дюфур                                                   | Freestyle | Личный турнир    | 80.792   | 2 Q      | —                    | —                    | 88,093                | 5                     |
| Даниэль Бахманн Андерсен Нанна Мерральд Расмуссен Катрин Лаудруп-Дюфур | См. выше  | Командный турнир | 235,730  | 2 Q      | 235,669              | 2                    | —                     | —                     |

### Троеборье
| Спортсмен    | Лошадь      | Дисциплина    | Выездка | Выездка | Кросс | Кросс | Кросс | Конкур       | Конкур       | Конкур       | Конкур               | Конкур               | Конкур               | Всего                | Всего                |
| Спортсмен    | Лошадь      | Дисциплина    | Выездка | Выездка | Кросс | Кросс | Кросс | Квалификация | Квалификация | Квалификация | Финал                | Финал                | Финал                | Всего                | Всего                |
| Спортсмен    | Лошадь      | Дисциплина    | Штраф   | Место   | Штраф | Всего | Место | Штраф        | Всего        | Место        | Штраф                | Всего                | Место                | Штраф                | Место                |
| ------------ | ----------- | ------------- | ------- | ------- | ----- | ----- | ----- | ------------ | ------------ | ------------ | -------------------- | -------------------- | -------------------- | -------------------- | -------------------- |
| Петер Фларуп | Fascination | Личный турнир | 32.40   | =30     | 33,6  | 66,0  | 48    | 9,6          | 75,6         | 42           | завершил выступление | завершил выступление | завершил выступление | завершил выступление | завершил выступление |

### Конкур
| Спортсмен  | Лошадь                   | Дисциплина    | Квалификация | Квалификация | Квалификация | Финал                | Финал                | Финал                |
| Спортсмен  | Лошадь                   | Дисциплина    | Штраф        | Время        | Место        | Штраф                | Время                | Место                |
| ---------- | ------------------------ | ------------- | ------------ | ------------ | ------------ | -------------------- | -------------------- | -------------------- |
| Андреас Шу | Napoli Vh Nederassenthof | Личный турнир | 4            | 77,11        | 41           | завершил выступление | завершил выступление | завершил выступление |

## Легкая атлетика
Датские легкоатлеты получили три квоты на участие в легкоатлетических соревнованиях по мировому рейтингу, и еще одну в результате перераспределения квот.
Беговые дисциплины
| Спортсмен    | Дисциплина    | Забеги    | Забеги | Утеш. забеги | Утеш. забеги | Полуфиналы            | Полуфиналы            | Финал                 | Финал                 |
| Спортсмен    | Дисциплина    | Результат | Место  | Результат    | Место        | Результат             | Место                 | Результат             | Место                 |
| ------------ | ------------- | --------- | ------ | ------------ | ------------ | --------------------- | --------------------- | --------------------- | --------------------- |
| Симон Хансен | Мужчины 100 м | 10,39     | 7      | —            | —            | завершил выступление  | завершил выступление  | завершил выступление  | завершил выступление  |
| Ида Карстофт | Женщины 200 м | 23,01     | 6 'R   | DNS          | DNS          | завершила выступление | завершила выступление | завершила выступление | завершила выступление |

Технические дисциплины
| Спортсмен           | Дисциплина     | Полуфиналы | Полуфиналы | Финал                 | Финал                 |
| Спортсмен           | Дисциплина     | Результат  | Место      | Результат             | Место                 |
| ------------------- | -------------- | ---------- | ---------- | --------------------- | --------------------- |
| Лиза Брикс Педерсен | Метание диска  | 59,81      | 24         | завершила выступление | завершила выступление |
| Катрин Кох Якобсен  | Метание молота | 73,04      | 5 Q        | 71,65                 | 10                    |

## Настольный теннис
Дания завоевала право выставить мужскую команду, а также автоматически двух игроков а в мужском индивидуальном турнире по итогам Чемпионата мира по настольному теннису среди команд 2024 в Пусане, Корея.
| Спортсмен                                    | Дисциплина      | 1/32                     | 1/16                      | 1/8                         | Четвертьфиналы        | Полуфиналы            | Финал / За 3 место    | Финал / За 3 место    |
| Спортсмен                                    | Дисциплина      | Соперник Результат       | Соперник Результат        | Соперник Результат          | Соперник Результат    | Соперник Результат    | Соперник Результат    | Место                 |
| -------------------------------------------- | --------------- | ------------------------ | ------------------------- | --------------------------- | --------------------- | --------------------- | --------------------- | --------------------- |
| Андерс Линд                                  | Мужчины личное  | PORМаркуш Фрейташ В 4–0  | POLМилош Редзимский В 4–3 | JPNТомокадзу Харимото П 1–4 | завершил выступление  | завершил выступление  | завершил выступление  | завершил выступление  |
| Йонатан Грот                                 | Мужчины личное  | LUXЛюка Младенович В 4–0 | KORЧан У Джин П 1–4       | завершил выступление        | завершил выступление  | завершил выступление  | завершил выступление  | завершил выступление  |
| Андерс Линд Йонатан Грот Мартин Бух Андерсен | Мужчины команды | —                        | —                         | Швеция · П 0–3              | завершили выступление | завершили выступление | завершили выступление | завершили выступление |

## Парусный спорт
Дания завоевала право выставить по одной лодке (яхте) в нижеследующих классах судов по результатам Чемпионата мира по парусному спорту 2023 года в Гааге, Нидерланды, Чемпионата мира 2024 в классе ILCA 7 в Аделаиде, Австралия и регаты «Последний шанс» 2024 года в Йере, Франция.
Гонки с выбыванием
| Спортсмен | Дисциплина     | Открытые серии | Открытые серии | Открытые серии | Открытые серии | Открытые серии | Открытые серии | Открытые серии | Открытые серии | Открытые серии | Открытые серии | Открытые серии | Открытые серии | Открытые серии | Открытые серии | Открытые серии | 1/4 финала           | Полуфинал            | Полуфинал            | Полуфинал            | Полуфинал            | Полуфинал            | Полуфинал            | Полуфинал            | Полуфинал            | Финал                | Финал                | Финал                | Финал                | Финал                | Финал                | Финал                | Финал                |
| Спортсмен | Дисциплина     | 1              | 2              | 3              | 4              | 5              | 6              | 7              | 8              | 9              | 10             | 11             | 12             | 13             | Сумма          | Место          | Место                | 1                    | 2                    | 3                    | 4                    | 5                    | 6                    | Всего                | Место                | 1                    | 2                    | 3                    | 4                    | 5                    | 6                    | Всего                | Место                |
| --------- | -------------- | -------------- | -------------- | -------------- | -------------- | -------------- | -------------- | -------------- | -------------- | -------------- | -------------- | -------------- | -------------- | -------------- | -------------- | -------------- | -------------------- | -------------------- | -------------------- | -------------------- | -------------------- | -------------------- | -------------------- | -------------------- | -------------------- | -------------------- | -------------------- | -------------------- | -------------------- | -------------------- | -------------------- | -------------------- | -------------------- |
| Йохан Сё  | Мужчины IQFoil | 3              | 25 DNS         | 4              | 25 BFD         | 7              | 8              | 12             | 7              | 25 BFD         | 3              | 12             | 21             | 10             | 112            | 14             | завершил выступление | завершил выступление | завершил выступление | завершил выступление | завершил выступление | завершил выступление | завершил выступление | завершил выступление | завершил выступление | завершил выступление | завершил выступление | завершил выступление | завершил выступление | завершил выступление | завершил выступление | завершил выступление | завершил выступление |

Медальные гонки
| Спортсмен                               | Дисциплина      | Гонка | Гонка | Гонка | Гонка | Гонка  | Гонка  | Гонка  | Гонка | Гонка    | Гонка    | Гонка | Гонка | Гонка | Баллы | Место |
| Спортсмен                               | Дисциплина      | 1     | 2     | 3     | 4     | 5      | 6      | 7      | 8     | 9        | 10       | 11    | 12    | M*    | Баллы | Место |
| --------------------------------------- | --------------- | ----- | ----- | ----- | ----- | ------ | ------ | ------ | ----- | -------- | -------- | ----- | ----- | ----- | ----- | ----- |
| Йохан Шуберт                            | Мужчины ILCA 7  | 29    | 29    | 39    | 37    | 28     | 23     | 44 BFD | 21    | отменены | отменены | —     | —     | EL    | 206   | 36    |
| Анне-Мари Риндом                        | Женщины ILCA 6  | 7     | 26    | 7     | 2     | 8      | 4      | 15     | 4     | 4        | отменена | —     | —     | 10    | 61    | 2     |
| Николай Бухль Даниэль Ниборг            | Мужчины 49-й    | 11    | 18    | 18    | 10    | 21 BFD | 16     | 6      | 16    | 18       | 17       | 18    | 3     | EL    | 172   | 18    |
| Йоханне Шмидт Андреа Шмидт              | Женщины 49-й FX | 20    | 20    | 3     | 15    | 6      | 21 RET | 1      | 12    | 14       | 6        | 12    | 6     | EL    | 115   | 13    |
| Матиас Борресков Наташа Саоума-Педерсен | Микст Накра 17  | 9     | 5     | 12    | 16    | 10     | 10     | 14     | 15    | 16       | 10       | 8     | 8     | EL    | 117   | 12    |

M = Медальная гонка; EL = Выбыл – не участвовал в медальной гонке

## Плавание
Датские пловцы выполнили требования для участия в нижеследующих дисциплинах плавательного турнира Олимпиады (максимум два пловца, выполнивших Олимпийский квалификационный норматив (OST) или, возможно, Олимпийский рассматриваемый норматив (OCT)).
Женщины
| Спортсмен                                                  | Дисциплина                | Заплывы | Заплывы | Полуфиналы            | Полуфиналы            | Финал                 | Финал                 |
| Спортсмен                                                  | Дисциплина                | Время   | Место   | Время                 | Место                 | Время                 | Место                 |
| ---------------------------------------------------------- | ------------------------- | ------- | ------- | --------------------- | --------------------- | --------------------- | --------------------- |
| Юлие Кепп Йенсен                                           | 50 м вольный стиль        | 24,64   | =11 Q   | 24,98                 | 16                    | завершила выступление | завершила выступление |
| Теа Бломстерберг                                           | 200 м брасс               | 2.27,81 | 19      | завершила выступление | завершила выступление | завершила выступление | завершила выступление |
| Хелена Розендаль Бах                                       | 100 м баттерфляй          | 58,45   | 20      | завершила выступление | завершила выступление | завершила выступление | завершила выступление |
| Хелена Розендаль Бах                                       | 200 м баттерфляй          | 2.07,34 | 4 Q     | 2.06,65               | 6 Q NR                | 2.07,11               | =4                    |
| Сигне Бро Мартине Дамборг Юлие Кепп Йенсен Элизабет Саброэ | 4 × 100 м вольный стиль   | 3.39,52 | 11      | —                     | —                     | завершили выступление | завершили выступление |
| Сшастин Табор Теа Бломстерберг Мартине Дамборг Сигне Бро   | 4 × 100 м комбинированная | DSQ     | DSQ     | —                     | —                     | завершили выступление | завершили выступление |

## Скейтбординг
Дания получила одно место в мужские соревнования в дисциплине парк на основании Олимпийского рейтинга OWSR.
| Спортсмен        | Дисциплина   | Заезд | Заезд | Финал                | Финал                |
| Спортсмен        | Дисциплина   | Счет  | Место | Счет                 | Место                |
| ---------------- | ------------ | ----- | ----- | -------------------- | -------------------- |
| Виктор Сольмунде | Парк мужчины | 42,95 | 21    | завершил выступление | завершил выступление |

## Стрельба
Дания завоевала три места в различных дисциплинах олимпийского турнира стрелков на разных этапах отбора, включая Чемпионат Европы в дисциплинах на 25 и 50 м 2022 во Вроцлаве, Польша, Чемпионат мира по стрельбе 2023 года в Баку, Азербайджан и Мировой олимпийский рейтинг. Еще две квоты Дания получила благодаря квалификации стрелков в других дисциплинах согласно правилам ISSF.
| Спортсмен        | Дисциплина                                     | Полуфинал | Полуфинал | Финал                 | Финал                 |
| Спортсмен        | Дисциплина                                     | Баллы     | Место     | Баллы                 | Место                 |
| ---------------- | ---------------------------------------------- | --------- | --------- | --------------------- | --------------------- |
| Йеспер Хансен    | Мужчины скит                                   | 119       | 14        | завершил выступление  | завершил выступление  |
| Рикке Ибсен      | Женщины, винтовка из трёх положений, 50 метров | 586       | 14        | завершила выступление | завершила выступление |
| Рикке Ибсен      | Женщины, пневматическая винтовка, 10 метров    | 627,3     | 22        | завершила выступление | завершила выступление |
| Стефани Грундсёэ | Женщины, винтовка из трёх положений, 50 метров | 589       | 8 Q       | 406,4                 | 8                     |
| Стефани Грундсёэ | Женщины, пневматическая винтовка, 10 метров    | 626,2     | 27        | завершила выступление | завершила выступление |

## Стрельба из лука
Дания получила одно место в женских индивидуальных соревнованиях в результате перераспределения квот.
| Спортсмен                 | Дисциплина                        | Предварительный раунд | Предварительный раунд | 1/32                | 1/16                  | 1/8                   | Четвертьфиналы        | Полуфиналы            | Финал / За 3 место    | Финал / За 3 место    |
| Спортсмен                 | Дисциплина                        | Результат             | Посев                 | Соперник Счет       | Соперник Счет         | Соперник Счет         | Соперник Счет         | Соперник Счет         | Соперник Счет         | Место                 |
| ------------------------- | --------------------------------- | --------------------- | --------------------- | ------------------- | --------------------- | --------------------- | --------------------- | --------------------- | --------------------- | --------------------- |
| Кирстин Данструп Андерсен | Женщины индивидуальное первенство | 625                   | 56                    | CHNЛи Цзямань П 0–6 | завершила выступление | завершила выступление | завершила выступление | завершила выступление | завершила выступление | завершила выступление |

## Теннис
Дания получила два места в женский одиночный турнир по рейтингу WTA.
| Спортсмен         | Дисциплина        | 1/32 финала                 | 1/16 финала                   | 1/8 финала            | Четвертьфиналы        | Полуфиналы            | Финал / За 3 место    | Финал / За 3 место    |
| Спортсмен         | Дисциплина        | Соперник Счёт               | Соперник Счёт                 | Соперник Счёт         | Соперник Счёт         | Соперник Счёт         | Соперник Счёт         | Место                 |
| ----------------- | ----------------- | --------------------------- | ----------------------------- | --------------------- | --------------------- | --------------------- | --------------------- | --------------------- |
| Клара Таусон      | Женщины одиночный | CANБ. Андрееску П 2–6, 3–6  | завершила выступление         | завершила выступление | завершила выступление | завершила выступление | завершила выступление | завершила выступление |
| Каролина Возняцки | Женщины одиночный | EGYМ. Шериф В 2–6, 7–5, 6–1 | USAД. Коллинз П 3–6, 6–3, 3–6 | завершила выступление | завершила выступление | завершила выступление | завершила выступление | завершила выступление |

## Триатлон
Дания получила по одну месту в соревнования мужчин и женщин в соответствии с индивидуальным олимпийским рейтингом  World Triathlon.
Личное
| Спортсмен              | Категория | Время             | Время     | Время             | Время     | Время       | Время   | Место |
| Спортсмен              | Категория | Плавание (1,5 км) | Переход 1 | Велосипед (40 км) | Переход 2 | Бег (10 км) | Всего   | Место |
| ---------------------- | --------- | ----------------- | --------- | ----------------- | --------- | ----------- | ------- | ----- |
| Эмиль Хольм            | Мужчины   | 22,26             | 0:49      | 53,37             | 0:25      | 32,04       | 1:49.21 | 35    |
| Альберте Кьер Педерсен | Женщины   | 24,40             | 0:55      | 1.00,41           | 0:27      | 35,19       | 1:56.41 | 36    |

## Тхэквондо
Дания завоевала одно место в мужских соревнованиях на Европейском квалификационном турнире 2024 года в Софии, Болгария.
| Спортсмен | Дисциплина       | 1/8 финала          | Четвертьфиналы         | Полуфиналы         | Утеш. поединки           | Финал/За 3 место   | Финал/За 3 место |
| Спортсмен | Дисциплина       | Соперник Результат  | Соперник Результат     | Соперник Результат | Соперник Результат       | Соперник Результат | Место            |
| --------- | ---------------- | ------------------- | ---------------------- | ------------------ | ------------------------ | ------------------ | ---------------- |
| Эди Хрнич | Мужчины до 80 кг | EGYСейф Эйсса В 2–0 | TUNФирас Катусси П 0–2 | —                  | AUSЛеон Сейранович В 2–0 | KORСо Гон У В 2–0  | 3                |